# Péter Vinkler
Péter Vinkler, nat el 1941, és un químic i gestor d'informació hongarès que ha treballat en el camp de la cienciometria.
Péter Vinkler es va doctorar en química i va investigar l'estructura dels compostos orgànics. Va dur a terme la seva recerca al Chemical Research Center de la Hungarian Academy of Sciences i durant un any a la Universitat d'Hamburg amb el professor Walter.
A finals dels anys 70 el cridà l'equip directiu de la Hungarian Academy of Sciences per desenvolupar eines d'avaluació cienciomètrica de cara a distribuir adequadament les subvencions entre els equips de recerca. Això va fer traslladar el seu interès cap a la cienciometria, desenvolupant tot un sistema de mètodes i indicadors que han mostrat un resultat exitós durant 30 anys. Molts articles de revistes del cmp de la cienciometris i ponències de congressos han seguit les seves idees. Per tot això ha obtingut el grau de Doctor de la Hungarian Academic of Sciences -el més alt del seu país, en cienciometria.
De totes maneres no ha deixat mai la recerca en química i fins i tot ha fet servir el punt de vista d'un químic l'hora d'abordar altres problemes referents a l'avaluació d'investigadors, grups de recerca i institucions. La seva recerca s'ha centrat principalment en qüestions metodològiques sobre la quantitat de publicacions i l'impacte de les citacions, però buscant explicacions darrere del món estrictament científic. Va investigar si havia alguna relació causal entre el grau de desenvolupament de la ciència en un país i el grau de producció de la seva economia. Va estudiar també la relació ciència-tecnologia en química, quan estudiar sobre patents encara no era un tema de moda en la bibliometria. També va contribuir en el debat sobre les teories de citació, i va estudiar la contribució individual d'investigació dels coautors de treballs científics. El 2001 va introduir un nou model cienciomètirc, anomenat model ISI-S per descriure el procés d'institucionalització de la informació científica. Més recentment s'ha sumat també a la carrera internacional i interdisciplinar que cerca analitzar i millorar els índexs de tipus Hirsch-type, acostant-se i fent suggeriments vers un nou indicador anoment π-index.
Ha fet moltes reflexions sobre la cienciometria. Per exemple, els cienciòmetres mesuren el rendiment de la investigació; però qui mesura els mesuradors?. Considera que només la pràctica, les decisions que es prenguin a partir dels índexs calculats i les seves conseqüències, mesuraran l'esforç i encert dels mesuradors. O un altre des d'una altra òptica, definir la cienciometria com la "ciència de la ciència" sembla donar-li un estatus superior a les altres disciplines, o si més no, la podria situar com la filosofia, en una altra dimensió. Per a ell "la cienciometria no és la ciència de la ciència sinó la ciència en la ciència per la ciència". És a dir, la cienciometria per ella mateixa es podria pendre com una ciència pura, sens dubte interessant, però la investigació sense un ús pràctic (material i espiritual) pot ser vist com un joc de nens.
Actualment és científic Senior i secretari científic del Chemical Reseacrh Center de la Hungarian Academic of Sciences. El 2009 va rebre la medalla Derek de Solla Price.

## Publicacions
- Vinkler, P. The Evaluation of Research By Scientometric IndicatorsChandos, 2010. ISBN 9781843345725